# Liste der Biografien/Malh
Liste der Biografien |
Portal Biografien |
Personensuche
# |
A |
B |
C |
D |
E |
F |
G |
H |
I |
J |
K |
L |
M |
N |
O |
P |
Q |
R |
S |
T |
U |
V |
W |
X |
Y |
Z |
?
 
Ma |
Mb |
Mc |
Md |
Me |
Mf |
Mg |
Mh |
Mi |
Mj |
Mk |
Ml |
Mm |
Mn |
Mo |
Mp |
Mq |
Mr |
Ms |
Mt |
Mu |
Mv |
Mw |
Mx |
My |
Mz
 
Maa |
Mab |
Mac |
Mad |
Mae |
Maf |
Mag |
Mah |
Mai |
Maj |
Mak |
Mal |
Mam |
Man |
Mao |
Map |
Maq |
Mar |
Mas |
Mat |
Mau |
Mav |
Maw |
Max |
May |
Maz
 
Mala |
Malb |
Malc |
Mald |
Male |
Malf |
Malg |
Malh |
Mali |
Malj |
Malk |
Mall |
Malm |
Maln |
Malo |
Malp |
Malq |
Malr |
Mals |
Malt |
Malu |
Malv |
Malw |
Maly |
Malz
Die Liste der Biografien führt alle Personen auf, die in der deutschsprachigen Wikipedia einen Artikel haben. Dieses ist eine Teilliste mit 34 Einträgen von Personen, deren Namen mit den Buchstaben „Malh“ beginnt.

## Malh

### Malha
- Malhas, Dalma Rushdi (* 1992), saudi-arabische Springreiterin

### Malhe
- Malheiro, Pedro (* 2001), portugiesischer Fußballspieler
- Malheiros Dias da Silva, Balbina (* 1959), angolanische Botschafterin
- Malheiros, Sabrina (* 1979), brasilianische Sängerin
- Malherbe, Albert (1845–1915), französischer Chirurg, Histologe und Anatom
- Malherbe, Alfred (1804–1865), französischer Richter und Ornithologe
- Malherbe, Apolline de (* 1980), französische Radio- und Fernsehjournalistin
- Malherbe, Arnaud (* 1972), südafrikanischer Sprinter
- Malherbe, Charles Théodore (1853–1911), französischer Komponist und Musikwissenschaftler
- Malherbe, Didier (* 1943), französischer Fusionmusiker
- Malherbe, Edmond (1870–1963), französischer Komponist
- Malherbe, Ernst Gideon (1895–1982), südafrikanischer Bildungswissenschaftler, Hochschullehrer, Prinzipal und Rektor an der Universität von Natal
- Malherbe, François de (1555–1628), französischer Schriftsteller
- Malherbe, Frans (* 1991), südafrikanischer Rugby-Spieler
- Malherbe, Gilbert, schottischer Ritter und Verschwörer
- Malherbe, Henry (1886–1958), französischer Schriftsteller und Journalist
- Malherbe, Ivor (* 1962), Schweizer Jazzmusiker (Kontrabass) und Hörfunk-Moderator
- Malherbe, Joseph François (1733–1827), französischer Chemiker und Historiker
- Malherbe, Maria-Dolorès de (1894–1966), französische Gerechte unter den Völkern
- Malherbe, Suzanne (1892–1972), französische surrealistische Künstlerin

### Malhi
- Malhi, Yadvinder (* 1968), Ökosystemwissenschaftler

### Malho
- Malhoa, Ana (* 1979), portugiesische Sängerin, Komponistin und Producerin
- Malhoa, José (1855–1933), portugiesischer Maler
- Malhotra, Anu (* 1961), indische Filmproduzentin und Filmregisseurin
- Malhotra, Arun (* 1983), indischer Fußballspieler
- Malhotra, Manish (* 1965), indischer Modedesigner
- Malhotra, Manny (* 1980), kanadischer Eishockeyspieler und -trainer
- Malhotra, Rajiv (* 1950), indischer Autor
- Malhotra, Ravish (* 1943), indischer Kosmonautenanwärter, Pilot
- Malhotra, Sharad (* 1983), indischer Schauspieler
- Malhotra, Sidharth (* 1985), indischer Schauspieler
- Malhotra, Suchet, indischer Perkussionist und Komponist
- Malhotra, Vikram (* 1989), indischer Squashspieler

### Malhu
- Malhuret, Claude (* 1950), französischer Arzt und Politiker, MdEPClaude Malhuret (* 1950)

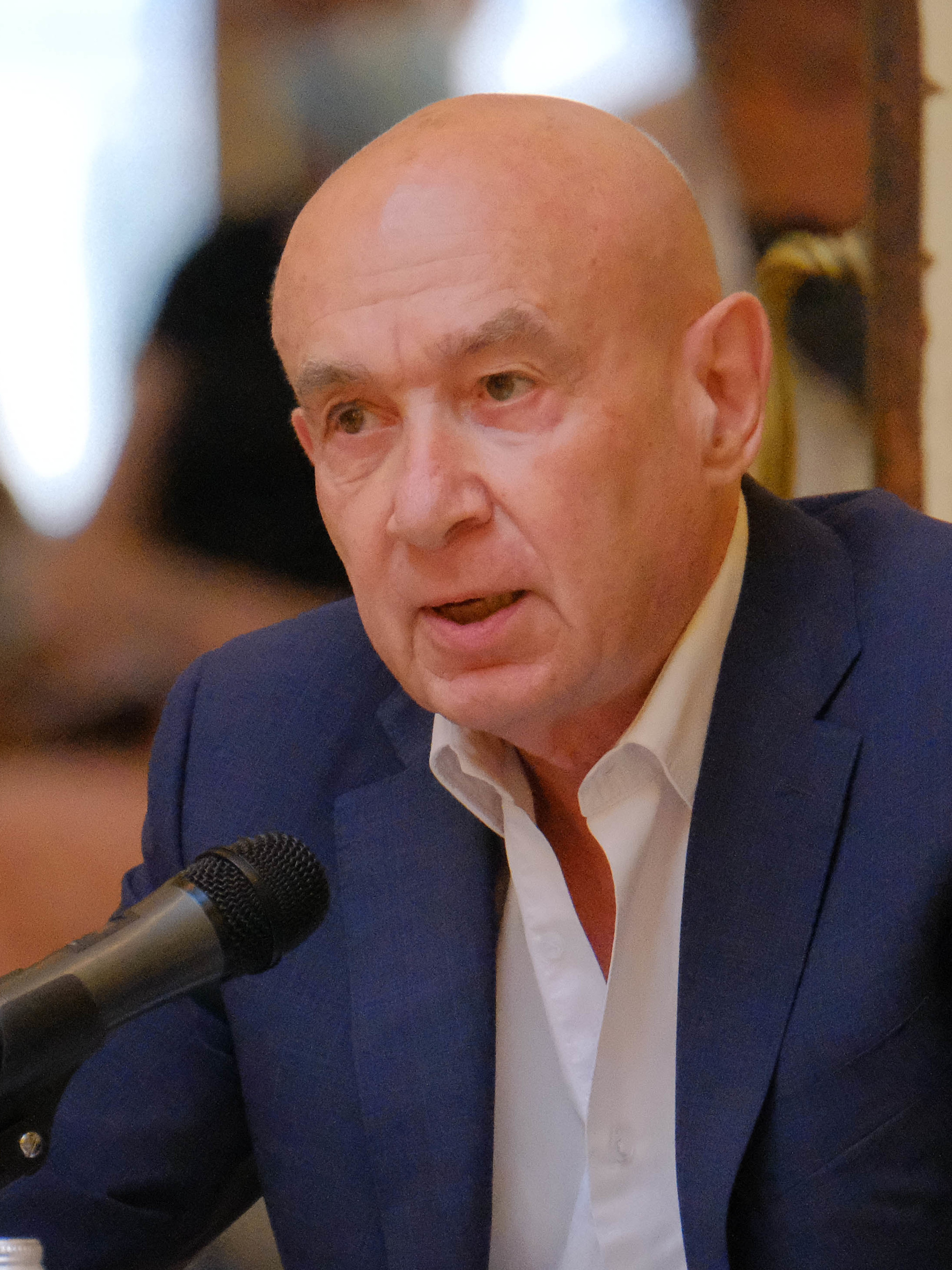
Claude Malhuret (* 1950)